# Nissan Motors Football Club 1991-1992
Questa voce raccoglie le informazioni riguardanti il Nissan Motors Football Club nelle competizioni ufficiali della stagione 1991-1992.

## Stagione
Assunto Hidehiko Shimizu alla guida tecnica, il Nissan Motors cominciò la stagione perdendo la possibilità di raggiungere la quarta finale consecutiva in coppa di Lega, ma riuscì nell'obiettivo in Coppa dell'Imperatore. A differenza della stagione precedente, la squadra tornò alla vittoria sconfiggendo uno Yomiuri incapace di segnare durante la sequenza dei tiri di rigore. Al termine della stagione il Nissan Motors vinse il suo primo trofeo continentale prevalendo nettamente nella finale della Coppa delle Coppe dell'AFC contro i sauditi dell'Al Nassr e concluse l'ultima edizione della Japan Soccer League al secondo posto, notevolmente distanti dai campioni dello Yomiuri.

## Maglie e sponsor
Le magliette, prodotte dall'Adidas, recano sulla parte anteriore una scritta Nissan e il numero del giocatore color oro.
| Manica sinistra · Manica sinistra · Maglietta · Maglietta · Manica destra · Manica destra · Pantaloncini · Calzettoni |

## Rosa
| N. |                     | Ruolo | Calciatore           |
| -- | ------------------- | ----- | -------------------- |
| 1  | Giappone (bandiera) | P     | Shigetatsu Matsunaga |
| 2  | Giappone (bandiera) | D     | Toru Sano            |
| 3  | Giappone (bandiera) | D     | Shinji Tanaka        |
| 4  | Giappone (bandiera) | D     | Masami Ihara         |
| 5  | Giappone (bandiera) | D     | Tetsuji Hashiratani  |
| 6  | Giappone (bandiera) | C     | Masaaki Sakaida      |
| 7  | Brasile (bandiera)  | C     | Everton Nogueira     |
| 8  | Giappone (bandiera) | C     | Takashi Mizunuma     |
| 9  | Brasile (bandiera)  | C     | Renato               |
| 10 | Giappone (bandiera) | C     | Kazushi Kimura       |
| 11 | Giappone (bandiera) | A     | Kōichi Hashiratani   |
| 12 | Giappone (bandiera) | D     | Hiroshi Hirakawa     |
| 13 | Giappone (bandiera) | D     | Kunio Nagayama       |

| N. |                     | Ruolo | Calciatore        |
| -- | ------------------- | ----- | ----------------- |
| 14 | Giappone (bandiera) | C     | Keichi Zaizen     |
| 15 | Giappone (bandiera) | D     | Masaharu Suzuki   |
| 16 | Giappone (bandiera) | D     | Junji Koizumi     |
| 17 | Giappone (bandiera) | D     | Yoshiaki Okamoto  |
| 18 | Giappone (bandiera) | C     | Satoru Noda       |
| 19 | Giappone (bandiera) | A     | Takuya Jinno      |
| 20 | Giappone (bandiera) | P     | Takeshi Urakami   |
| 24 | Giappone (bandiera) | C     | Rikizō Matsuhashi |
| 22 | Giappone (bandiera) | A     | Takahiro Yamada   |
| 26 | Giappone (bandiera) | D     | Toshinobu Katsuya |
| -  | Giappone (bandiera) | P     | Isao Ueda         |
| -  | Giappone (bandiera) | C     | Tatsuya Ai        |
| -  | Giappone (bandiera) | A     | Masahiro Kato     |

## Statistiche

### Statistiche di squadra
| Competizione               | Punti | Totale | Totale | Totale | Totale | Totale | Totale | DR  |
| Competizione               | Punti | G      | V      | N      | P      | Gf     | Gs     | DR  |
| -------------------------- | ----- | ------ | ------ | ------ | ------ | ------ | ------ | --- |
| JSL Division 1             | 43    | 22     | 12     | 7      | 3      | 25     | 14     | +11 |
| JSL Cup                    | -     | 3      | 1      | 2      | 0      | 6      | 5      | +1  |
| Coppa dell'Imperatore      | -     | 5      | 3      | 2      | 0      | 19     | 4      | +15 |
| Coppa delle Coppe dell'AFC | -     | 8      | 5      | 3      | 0      | 21     | 2      | +19 |
| Totale                     |       | 38     | 21     | 14     | 3      | 71     | 25     | +46 |